# BeBe Zahara Benet
Nea Marshall Kudi Ngwa, (Douala, 1981. március 20. vagy 1984. március 20. –) ismertebb nevén BeBe Zahara Benet kameruni-amerikai drag-előadóművész, televíziós személyiség és zenész, aki leginkább arról ismert, hogy megnyerte a reality-televíziós drag verseny, a RuPaul's Drag Race első évadát 2009-ben. 2018-ban meglepetés versenyzőként tért vissza a RuPaul's Drag Race: Szupersztárok harmadik évadára, és a legjobb négy közé került.
Első középlemeze, Face címmel 2014-ben jelent meg, ezt követte második középlemeze, a Kisses & Feathers 2017-ben. Harmadik középlemeze, a Broken English 2020-ban jelent meg. 2019-től a Dragnificent című TLC  transzformációs átalakító televíziós sorozatában szerepelt, mint rendezvénytervezési szakértő.  2021-ben szerepelt a Being Bebe című filmben, amely életének tizenöt évét dokumentálja.

## A kezdetek
Ngwa Kamerunban született és nőtt fel. Családja később Franciaországba költözött, ahol Ngwa élt míg tizenkilenc évesen Minneapolisban telepedett le, hogy befejezze főiskolai tanulmányait, és közelebb kerüljön a családjához.

## Karrier
Benet első tapasztalata a drag-el egy párizsi divatbemutatón volt, ahol megkérték, hogy vegyen fel női ruhát és nőként sétáljon a kifutón, egy hiányzó modell pótlásaként.  Első drag fellépését Cyndi Lauper mellett játszotta a The Gay 90s bárban, miután 2000-ben Minneapolisba költözött.  Részt vett drag szépségversenyeken, köztük a Miss US of A-ban.

### RuPaul's Drag Raceés más televíziós fellépések
2009 elején Kudi Nwga meghallgatásra került a Logo valóságshow drag-queen versenyének , a RuPaul's Drag Race -nek az első évadában, maga RuPaul javaslatára, miután látta őt fellépni a "Circle of Life "-ban a Minneapolis Pride-on. Végül az évadban szereplő kilenc királynő egyike lett, akit több ezer jelentkező közül választottak ki.  Ő volt a sorozat első helyezettje, két kihívást nyert a verseny során. Bebe győzelme sok hamarosan induló drag queen-t ösztönzött a drag művészetének folytatására, köztük a Drag Race 8. évadának későbbi győztesét, Bob A Drag Királynőt is. 
2011-ben Benet a RuPaul's Drag U két epizódjában szerepelt. Benet a meglepetés tizedik versenyzőként derült ki a RuPaul's Drag Race: Szupersztárok harmadik évadának premierjén, ezzel az első győztes a sorozat történetében, aki visszatért a Szupersztárok valamelyik évadára. Két kihívást megnyerve bejutott az évadzáróba, de a korábban kiesett királynőkből álló zsűri nem választotta tovább a legjobb kettőből álló döntőbe, Shangelával közösen a harmadik helyen végzett.

### Egyéb vállalkozások és túrák
2017 novemberében Kudi Nwga kiemelt előadóként szerepelt a Queens Unitedben, egy jótékonysági műsorban, amelyet Phi Phi O'Hara hozott létre azzal a céllal, hogy pénzt gyűjtsön a Maria hurrikán által érintett embereknek. 2018-ban Kudi Nwga létrehozta a "Roar" című havi műsort, amely interaktív táncokat mutat be. 
2020-ban létrehozta, rendezte és főszereplő volt a Nubia turnén, egy élő Drag Show.
2021 júniusában Kudi Nwga szerepelt  a "Gospel Brunch Drag Show"-ban, egy "LMBTQIA+ fiatalság fekete büszkeség ünneplése" eseményen, valamint a virtuális "Pride ami nagyobb mint Texas" eseményen, amelyet a Bonham Exchange élőben közvetített.
A Being Bebe című dokumentumfilmet a 2021-es Tribeca Filmfesztiválon mutatták be 2021. június 19. és 23. között, majd a Provincetown Nemzetközi Filmfesztiválon 2021. június 23-án mutatták be, és három napig vetítették. A film Kudi Nwga életének elmúlt tizenöt évét dokumentálta Bebe Zahara Benetként, beleértve a RuPaul Drag Race- re készülő utazását is.

## Filmográfia

### Film
| Év   | Cím                | Szerep | Megjegyzések                 | Ref(s) |
| ---- | ------------------ | ------ | ---------------------------- | ------ |
| 2020 | Nubia: Felerősítve | Önmaga | OutTV eredeti                | [ 2 ]  |
| 2021 | Bebenek lenni      | Önmaga | Dokumentumfilm Bebe életéről | [ 3 ]  |

### Televízió
| Év            | Cím                             | Szerep | Megjegyzések                     | Ref(s) |
| ------------- | ------------------------------- | ------ | -------------------------------- | ------ |
| 2009          | RuPaul's Drag Race              | Önmaga | Versenyző (győztes)              | [ 4 ]  |
| 2011          | RuPaul Drag U                   | Önmaga |                                  | [ 5 ]  |
| 2018          | RuPaul Drag Race: Szupersztárok | Önmaga | Versenyző (3./4. hely)           | [ 6 ]  |
| 2019          | Vice Live                       | Önmaga | Vendég                           | [ 7 ]  |
| 2019-jelenleg | Dragnificent                    | Önmaga | Más néven Drag Me Down the Aisle | [ 8 ]  |
| 2019          | A Rachel Ray Show               | Önmaga | Vendég                           | [ 9 ]  |
| 2020          | Infinity Train                  | Sashay | Epizód: "A parazita autó"        | [ 10 ] |
| 2022          | Nubia Amplified: A sorozat      | Önmaga | Panelista                        | [ 11 ] |

### Web sorozat
| Év   | Cím                                                           | Szerep | Megjegyzések                      |        |
| ---- | ------------------------------------------------------------- | ------ | --------------------------------- | ------ |
| 2014 | WOW Shopping Network                                          | Önmaga | Vendég                            | [ 12 ] |
| 2014 | Átváltozások                                                  | Önmaga | Vendég                            | [ 13 ] |
| 2015 | Drag Királynők Reagálnak                                      | Önmaga | Vendég                            | [ 14 ] |
| 2018 | Whatcha Packin'                                               | Önmaga | Vendég                            | [ 15 ] |
| 2018 | Hey Qween                                                     | Önmaga | Vendég                            | [ 16 ] |
| 2019 | Kövess engem                                                  | Önmaga | Epizód: "Pangina Heals"           | [ 17 ] |
| 2020 | Bobbin' Around                                                | Önmaga | Epizód: "Nubia"                   | [ 18 ] |
| 2020 | Binge                                                         | Önmaga | Az Entertainment Weekly podcastja |        |
| 2021 | Jack Daniel's Tennessee Fire presents Drag Queen Summer Glamp | Önmaga | Producer: Jack Daniel's           | [ 19 ] |

### Zenevideók
| Év   | Cím                             | Művész                      | Ref.   |
| ---- | ------------------------------- | --------------------------- | ------ |
| 2009 | "Címlaplány"                    | RuPaul és Bebe Zahara Benet |        |
| 2009 | "I'm The Shit"                  | Önmaga                      |        |
| 2010 | "Egy kis tisztelet" (HMI Redux) | Erasure                     | [ 20 ] |
| 2010 | "Kamerun"                       | Önmaga                      |        |
| 2014 | "Arc"                           | Önmaga                      |        |
| 2017 | "Fun Tonite"                    | Önmaga                      |        |
| 2018 | "Jungle Kitty"                  | Önmaga                      | [ 21 ] |
| 2018 | " Jolene "                      | Dolly Parton                | [ 22 ] |
| 2018 | "Kicsi dobos fiú"               | Önmaga                      | [ 23 ] |
| 2020 | "Bendzsó"                       | Önmaga                      | [ 24 ] |
| 2020 | Önmaga                          | Önmaga                      | [ 25 ] |

## Diszkográfia

### Középlemezek
| Cím                   | Részletek |
| --------------------- | --- |
| Arc                   | - Megjelenés dátuma: 2014 - Kiadó: Dakarai Morris-James/Marshall Ngwa - Formátumok: Digitális letöltés        |
| Csókok és tollak      | - Megjelenés dátuma: 2017. november 17 - Címke: Savannah Street Music - Formátumok: Digitális letöltés        |
| Tört angol            | - Megjelenés dátuma: 2020. április 23 - Címke: Producer Entertainment Group - Formátumok: Digitális letöltés  |
| A karácsonyi énekesnő | - Megjelenés dátuma: 2021. december 10 - Címke: Producer Entertainment Group - Formátumok: Digitális letöltés |

### Kislemez

#### Vezető művészként
| Cím                                        | Év   | Album                   | Ref(s) |
| ------------------------------------------ | ---- | ----------------------- | ------ |
| "I'm the Shit"                             | 2009 | Albumon kívüli kislemez |        |
| "Kamerun"                                  | 2010 | Albumon kívüli kislemez |        |
| "Dirty Drums"                              | 2012 | Albumon kívüli kislemez |        |
| "Arc"                                      | 2014 | Albumon kívüli kislemez |        |
| "Get Fierce (Lose Yourself)"               | 2017 | Csókok és tollak        | [ 26 ] |
| "Fun Tonite"                               | 2017 | Csókok és tollak        | [ 26 ] |
| "Starting a Fire"                          | 2017 | Csókok és tollak        | [ 26 ] |
| "Dirty Drums/Cameroon" (Szupersztárok Mix) | 2018 | Albumon kívüli kislemez |        |
| "Jungle Kitty"                             | 2018 | Albumon kívüli kislemez |        |
| "Bendzsó"                                  | 2020 | Tört angol              | [ 29 ] |
| "Láz"                                      | 2021 | Albumon kívüli kislemez |        |

#### Mint kiemelt művész
| Cím                                    | Év   | Más előadó(k)                                                    | Csúcsgrafikon pozíciók |
| Cím                                    | Év   | Más előadó(k)                                                    | US Elec.               |
| -------------------------------------- | ---- | ---------------------------------------------------------------- | ---------------------- |
| "Drag Up Your Life"                    | 2018 | RuPaul, Trixie Mattel, Kennedy Davenport, Shangela, BenDeLaCreme | —                      |
| "Cica lány"                            | 2018 | RuPaul, Trixie Mattel, Kennedy Davenport, Shangela               | 18                     |
| "Winner Winner (Chicken Dinner Remix)" | 2021 | YvieOddly, Brad Kemp, Shea Couleé                                | —                      |

### Vendégszereplések
| Cím                                                        | Év   | Album                              |
| ---------------------------------------------------------- | ---- | ---------------------------------- |
| "Címlaplány" ( RuPaul, BeBe Zahara Benet közreműködésével) | 2011 | Jealous of My Boogie – The RuMixes |
| "Kicsi dobos fiú"                                          | 2018 | Karácsonyi királynők 4             |